# Abu Imran al-Fassí
Abu-Imran Mussa ibn Issa ibn Abi-Hajj al-Ghafjumi —àrab: أبو عمران موسى بن عيسى بن أبي حاج الغفجومي, Abū ʿImrān Mūsà b. ʿĪsà b. Abī Ḥājj al-Ḡafjūmī—, més conegut simplement com Abu-Imran al-Fassí —àrab: أبو عمران الفاسي, Abū ʿImrān al-Fāsī— fou un notable alfaquí maliquita establert a Kairuan, notable perquè vers el 1040 el jurista Jàwhar ibn Sakkum de la tribu gudala, enviat per Yahya ibn Ibrahim, el xeix ce la tribu, al seu retorn d'una peregrinació a la Meca, el va trobar a Ifríqiya, i li va demanar islamitzar al seu poble; al-Fassí li va recomanar una visita a un altre religiós, de nom Uggwag ibn Zalwi, establert en un ribat anomenat Dar al-murabitun, a la regió del Sus.